# Limburské vévodství (1839–1867)
Limburské vévodství (nizozemsky Hertogdom Limburg) neboli Limbursko bylo v letech 1839–1867 provincie Nizozemského království a současně člen Německého spolku. Vévodství bylo vytvořeno na základě londýnského protokolu roku 1839. V roce 1866 zanikl Německý spolek po prusko-rakouské válce a roku 1867 druhý londýnský protokol naopak vévodství zase zrušil. Druhý protokol stvrdil Limbursko jako „nedílnou součást království Nizozemska“, zatímco západní polovina Limburska, s výjimkou měst Maastricht a Venlo, se stala belgickou. Název „Vévodství Limburské“ byl občas užíván ještě do roku 1907.